# 토바호
토바호(인도네시아어: Danau Toba, 토바 바탁어: ᯖᯀᯬ ᯖᯬᯅ. 로마자 표기: Tao Toba)는 인도네시아 북수마트라주에 있는 큰 호수로, 토바 초화산의 칼데라를 차지하고 있다. 이 호수는 수마트라섬 북부 중앙에 있으며, 해발 약 900 m의 표고를 가지며, 북위 2° 53′ 동경 98° 31′ / 북위 2.88°  동경 98.52° 에서 북위 2° 21′ 동경 99° 06′ / 북위 2.35°  동경 99.1° 까지 뻗어 있다. 호수는 길이가 약 100 km, 너비 30 km, 깊이는 최대 505 m이다. 이 호수는 인도네시아에서 가장 큰 호수이자 세계에서 가장 큰 화산호이다. 토바 칼데라는 인도네시아의 20개 지질공원 중 하나이며, 2020년 7월에 유네스코 세계지질공원 중 하나로 인정받았다.
토바호는 69,000년에서 77,000년 전으로 추정되는 VEI 8 규모의 초화산 분화가 발생했던 곳으로, 기후 변화를 일으킨 사건으로 기록된다. 최근 연대 측정 방법의 발전은 74,000년 전이라는 더 정확한 분화 날짜를 제시한다. 이는 지난 2천5백만 년 동안 지구에서 알려진 가장 큰 폭발적 분화이다. 토바 대재앙 이론에 따르면, 이 분화는 당시 살았던 대부분의 인간을 죽이고 중앙 동아프리카와 인도에서 개체군 병목현상을 일으켜 오늘날까지 전 세계 인구의 유전적 구성에 영향을 미쳤다. 이는 인간 개체군에 전 세계적인 영향을 미쳤다. 최근 연구는 이 이론에 의문을 제기하며 전 세계 인구의 실질적인 변화에 대한 증거를 찾지 못했다.
토바 칼데라의 분화는 전 세계적으로 3~5 °C에서 고위도에서는 최대 15 °C까지 온도가 감소하는 화산 겨울로 이어졌다고도 제안되었다. 동아프리카 말라위호의 추가 연구는 토바 칼데라 분화로 인해 멀리 떨어진 곳에서도 상당량의 화산재가 퇴적되었음을 보여주지만, 동아프리카에서 상당한 기후 영향이 있었다는 징후는 거의 없다.

## 지질

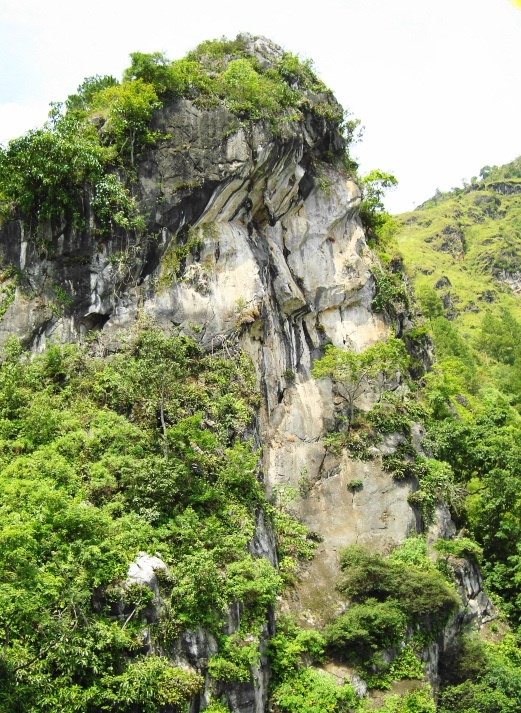
토바호의 바투 간퉁(매달린 돌)의 모습

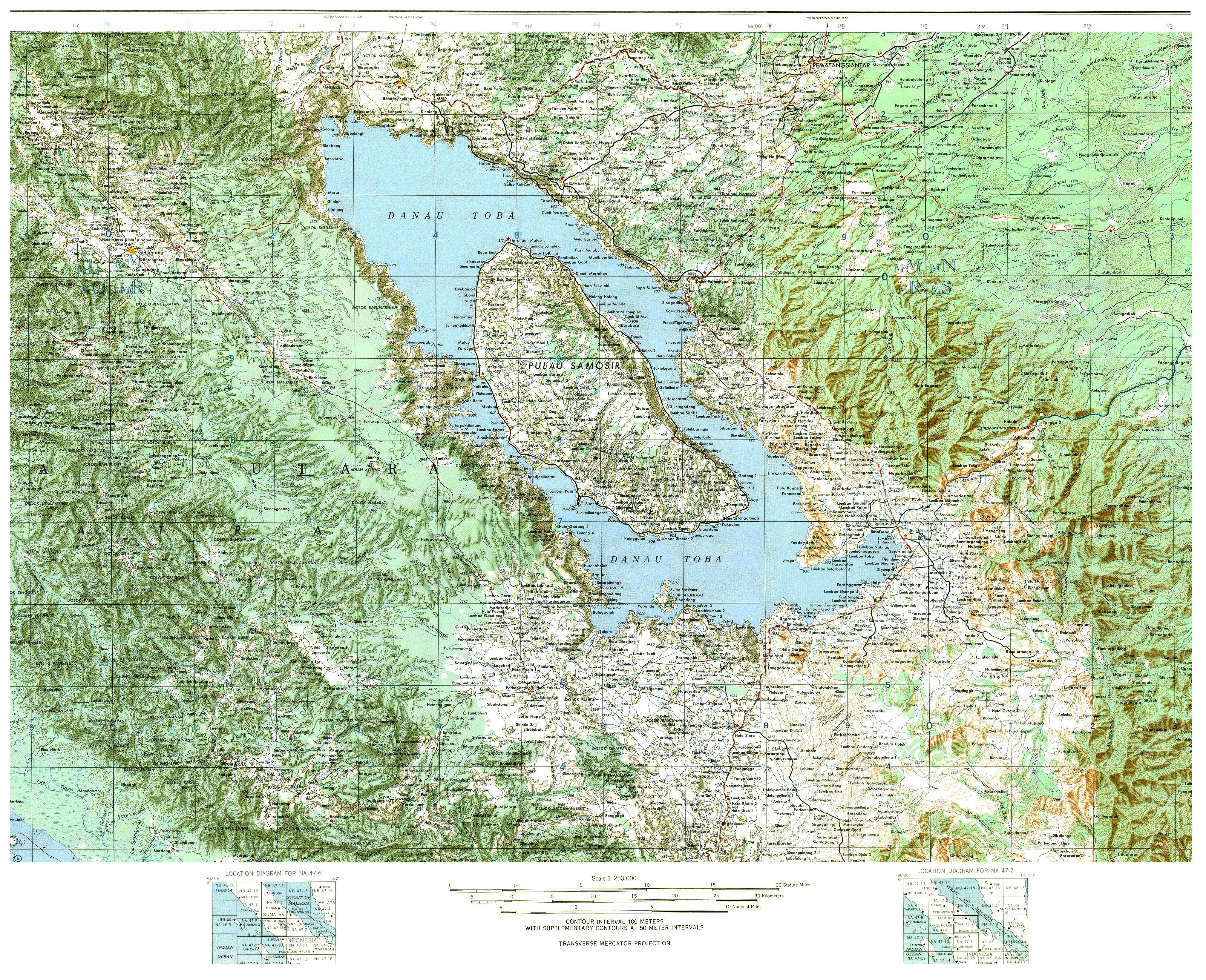
호수 지도

북수마트라주의 토바 칼데라는 수마트라 "화산 전선"에 인접한 네 개의 겹치는 화산 분화구로 구성된다. 100×30 km 규모로 세계에서 가장 큰 제4기 칼데라이자 네 번째이자 가장 젊은 칼데라이다. 이는 세 개의 오래된 칼데라와 교차한다. 최근 지질 역사상 가장 큰 폭발적 화산 분화 중 하나인 젊은 토바 응회암으로 알려진 추정치 2,800 km3 (670 cu mi)의 고밀도 등가물 화산쇄설물이 방출되었다. 이 분화 이후, 새로운 칼데라 내부에 융기 돔이 형성되어 종단 지구로 분리된 두 개의 반쪽 돔을 서로 연결했다.
호수에는 적어도 4개의 화산원추, 4개의 성층 화산, 3개의 분화구가 보인다. 칼데라 북서쪽 가장자리의 탄둑베누아 원추는 식생이 희박하여 수백 년 정도의 젊은 나이를 시사한다. 또한, 칼데라 남쪽 가장자리의 푸수크부킷(언덕 중심) 화산(해발 1,971 m)은 솔파타라 활동을 보인다.

## 주요 분화

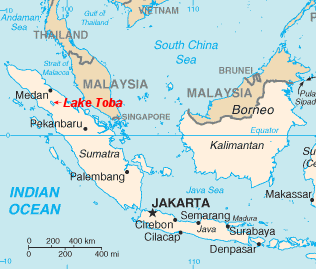
지도에 붉은색으로 표시된 토바호의 위치

토바 분화(토바 사건)는 현재의 토바호 부근에서 약 73,700±300년 전에 일어났다. 이는 이 지역에서 발생한 최소 4차례의 칼데라 형성 분화 중 가장 최근의 분화이며, 이전 칼데라는 약 120만 년 전에 형성된 것으로 알려져 있다. 이 마지막 분화는 추정 VEI 8이었으며, 이는 제4기 동안 알려진 가장 큰 폭발적 화산 분화이다.
빌 로즈와 미시간 공과대학교의 크레이그 체스너는 이 분화로 방출된 물질의 총량이 최소 2,800 km3 (670 cu mi)로 추정된다고 밝혔다. 이는 지상으로 흘러내린 이그님브라이트 약 2,000 km3 (480 cu mi)와 주로 서쪽으로 떨어진 화산재 약 800 km3 (190 cu mi)이다. 그러나 더 많은 노두를 사용할 수 있게 되면서 토바는 아마도 3,200 km3 (770 cu mi)의 이그님브라이트와 공동 이그님브라이트를 분출했을 수 있다. 이 분화의 화산쇄설류는 최소 20,000 km2 (7,700 mi2) 면적을 파괴했으며, 주요 분출구 근처에는 600 m 두께의 화산재가 퇴적되었다. 이 분화는 남아시아 전역에 약 15 cm 두께의 화산재 층을 퇴적시킬 만큼 충분히 컸다. 인도 중부의 한 지점에서는 오늘날 토바 화산재 층이 최대 6 m 두께이며 말레이시아 일부 지역은 9 m 두께의 화산재로 덮였다.
이후의 붕괴로 인해 물이 채워진 칼데라가 형성되어 토바호가 되었다. 호수 중앙의 섬은 융기 돔으로 형성되었다.

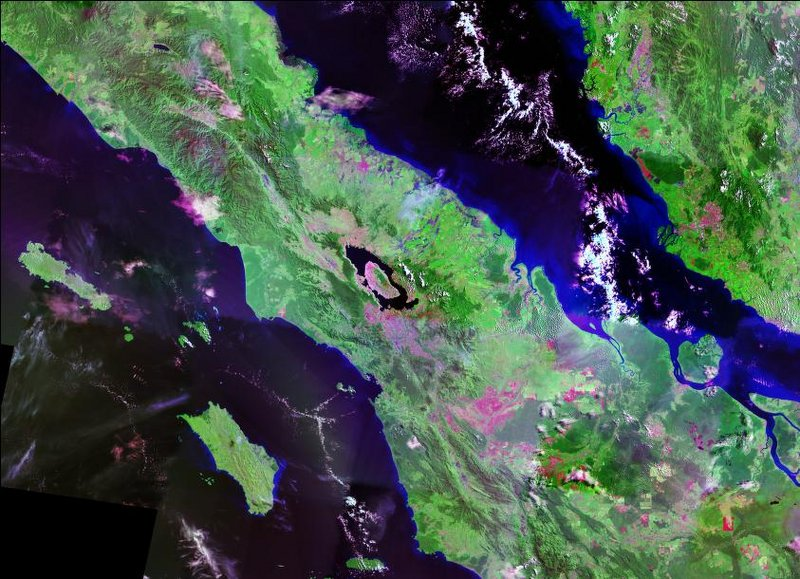
토바호를 둘러싼 수마트라의 랜드샛 사진

정확한 분화 연도는 알려져 있지 않지만, 화산재 퇴적 패턴은 북반구 여름에 발생했음을 시사한다. 여름 계절풍만이 남중국해에 토바 화산재를 퇴적시킬 수 있었기 때문이다. 분화는 아마도 2주 동안 지속되었을 것이며, 그에 따른 화산 겨울은 몇 년 동안 평균 지구 온도를 3.0 ~ 3.5 °C (5 ~ 6 °F) 감소시켰다. 그린란드의 빙하 코어는 유기 탄소격리 수준의 급격한 감소를 기록한다. 동남아시아의 식물이나 동물은 거의 살아남지 못했을 것이며, 이 분화가 전 지구적인 대량 멸종을 초래했을 가능성이 있다. 그러나 전 지구적 냉각은 람피노와 셀프가 논의했다. 그들의 결론은 냉각이 토바의 분화 이전에 이미 시작되었다는 것이다. 이 결론은 아프리카와 GISP2의 호수 코어를 연구한 레인과 지엘린스키에 의해 지지되었다. 그들은 토바 분화 이후 화산 겨울이 없었으며, 높은 H2SO4 퇴적물이 장기적인 영향을 미 미치지 않는다고 결론 내렸다. 또한, 마그마 내 유황의 낮은 용해도 때문에 휘발성 물질 배출과 기후 영향은 제한적일 가능성이 있다.
미토콘드리아 DNA 연구에 따르면 인간은 이 시기에 유전적 병목을 겪었을 수 있으며, 이는 종의 나이를 고려할 때 예상되는 것보다 유전적 다양성을 감소시켰을 수 있다. 일리노이 어배너-섐페인 대학교의 스탠리 H. 앰브로스가 1998년에 제안한 토바 대재앙 이론에 따르면, 토바 분화의 영향으로 인간 개체군 규모가 수만 명 수준으로 감소했을 수 있다. 그러나 이 가설은 다른 동물 종에서는 유사한 효과가 관찰되지 않았고, 고인류학이 개체군 병목현상이 없었음을 시사하기 때문에 널리 받아들여지지 않는다. 유전적 병목현상은 현재 실제 인구 감소보다는 아프리카 이주 창시자 효과로 인식되고 있다.

### 최근 활동
약 70,000년 전의 대규모 분화 이후, 토바에서는 소규모의 분화도 발생했다. 푸수크부킷의 작은 원추는 칼데라의 남서쪽 가장자리와 용암 돔 위에 형성되었다. 가장 최근의 분화는 칼데라 북서쪽 가장자리의 탄둑베누아에서 발생했을 수 있는데, 이는 지난 수백 년 내의 분화로 인해 식생이 부족한 것으로 추정된다.
칼데라의 일부 지역은 마그마굄의 부분적 재충전으로 인해 융기 현상을 보였으며, 예를 들어 사모시르섬과 울루안 반도가 호수 표면 위로 솟아올랐다. 사모시르섬의 호수 퇴적물은 대격변적 분화 이후 최소 450 m 상승했음을 보여준다. 이러한 융기 현상은 지하 마그마의 상향 압력으로 인해 매우 큰 칼데라에서 흔히 발생한다. 토바는 아마도 지구상에서 가장 큰 융기 칼데라일 것이다. 최근 화산 인근에서 대규모 지진이 발생했는데, 특히 1987년에는 호수 남쪽 해안에서 깊이 11 km의 지진이 발생했다. 이러한 지진은 1892년, 1916년, 1920~1922년에도 기록되었다.
2016년 한 연구에 따르면 토바 초화산은 지하 30~50 km에 50,000 세제곱킬로미터 (12,000 cu mi)의 분출 가능한 마그마 괴를 포함하고 있는 것으로 밝혀졌다. 이는 이 초화산의 마그마굄이 북미의 슈피리어호 부피의 4배 이상이며, 옐로스톤 아래의 마그마굄보다도 크다는 것을 의미한다.
토바호는 수마트라 중앙을 가로지르는 수마트라 단층대의 수마트라 대단층 근처에 있다. 수마트라와 자와섬의 화산은 동쪽으로 이동하는 유라시아판 아래로 미끄러지는 인도-오스트레일리아판의 북동쪽 이동의 결과인 순다 열도의 일부이다. 이 지역의 섭입대는 매우 활발하여, 1995년 이후 수마트라 서부 해안 근처의 해저에서는 M9.1 규모의 2004년 인도양 지진해일과 M8.7 규모의 2005년 니아스-시멀루에이 지진을 포함하여 여러 차례 주요 지진이 발생했으며, 이 지진들의 진앙은 토바에서 약 300 km 떨어져 있었다.

## 주민

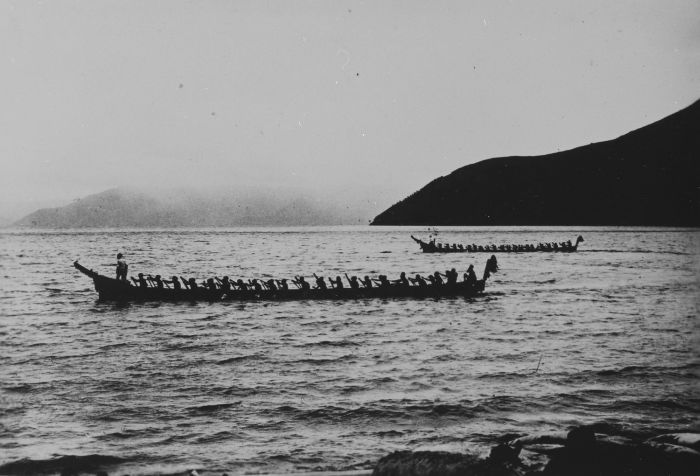
1920년경 토바호 하랑가올 근처의 바탁 카누

토바호 주변에 사는 사람들은 대부분 바탁족이다. 전통적인 바탁 주택은 독특한 지붕(배의 선체처럼 양쪽 끝이 위로 굽어 있음)과 다채로운 장식으로 유명하다.

## 교통
파라팟은 호수 가장자리에 위치하며, 호수와 사모시르섬을 여행하는 환승 지점이다. 메단은 도시에서 도로로 약 173km 떨어져 있으며, 트랜스-수마트라 고속도로를 통해 48km 길이의 도로로 페마탕 시안타르와 연결되어 있다. 싱가망아라자 12세 국제공항은 파라팟에서 약 76km 떨어져 있다.

## 동식물상
호수의 식물상은 다양한 종류의 식물성 플랑크톤, 수면에 드러난 대형수초, 떠다니는 대형수초, 잠수성 대형수초를 포함하며, 주변 지역은 높은 산비탈에 수마트라 열대 소나무 숲을 포함한 열대우림이다.
동물상에는 여러 종의 동물성 플랑크톤과 저서 동물이 포함된다. 호수는 빈영양 (영양분이 부족한) 상태이므로 토착 어류는 상대적으로 적으며, 유일한 고유종은 라스보라 토바나 (엄밀히 말하면 호수로 유입되는 일부 지류에서도 발견되므로 거의 고유종)와 현지에서 바탁 물고기로 알려진 네올리소칠루스 티네마니이다. 후자는 삼림 벌채( 침식 유발), 오염, 수위 변화 및 호수에 유입된 수많은 어종으로 인해 위협받고 있다. 다른 토착 어류로는 아플로케일루스 판칵스, 네마케일루스 파이퍼라이, 호말로프테라 김노가스터, 찬나 가추아, 찬나 스트리아타, 클라리아스 바트라추스, 바르보님스 고니오노투스, 바르보님스 슈와넨펠디아이, 다니오 알볼리네아투스, 오스테오킬루스 비타투스, 푼티우스 비노타투스, 라스보라 야콥소니, 토르 탐브라, 베타 임벨리스, 베타 타에니아타 및 모노프테루스 알부스와 같은 종이 있다. 많은 유입종 중에는 아나바스 테스투디네우스, 오레오크로미스 모잠비쿠스, 오레오크로미스 닐로티쿠스, 크테노파링오돈 이델라, 키프리누스 카르피오, 오스프로네무스 고라미, 트리코가스테르 펙토랄리스, 트리코포두스 트리코프테루스, 포에킬리아 레티쿨라타 및 크시포포루스 헬레리가 있다.

## KM 시나르 방운호 침몰 사고
2018년 6월 18일, 토바호는 160명 이상이 익사한 페리 재난 현장이 되었다. KM 시나르 방운호는 많은 승객을 태우고 호수에서 불규칙하게 운항하던 선박으로 전복되었다. 이 사건으로 167명이 사망하고 여러 명이 부상당했다. 예비 보고서에 따르면 해당 선박은 불규칙하게 운항 중이었다. 선박 과적과 악천후 속 운항이 재난의 주된 원인으로 결론 내려졌다.

## 대중 문화
토바호의 기원은 황금 물고기를 잡은 어부에 대한 민담이며, 사모시르섬은 황금 물고기의 아들이라고 믿어진다.

## 갤러리

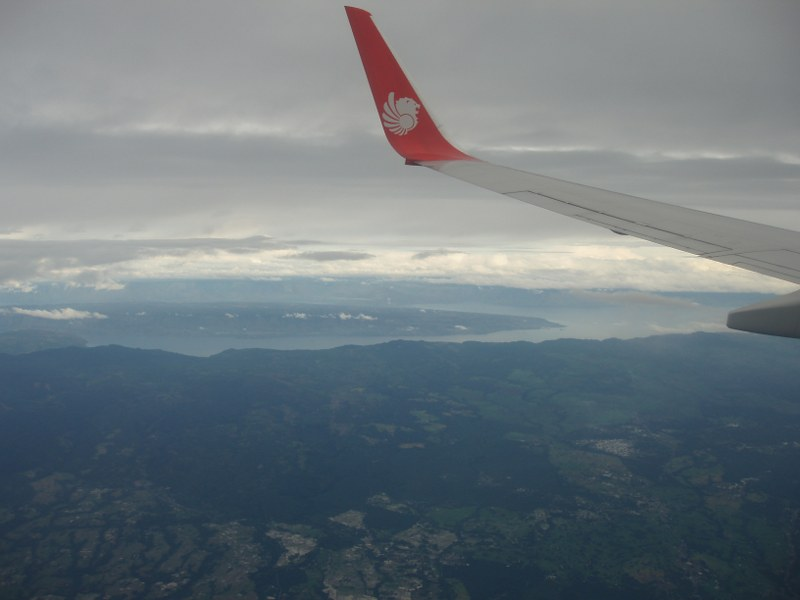
토바호 항공 사진
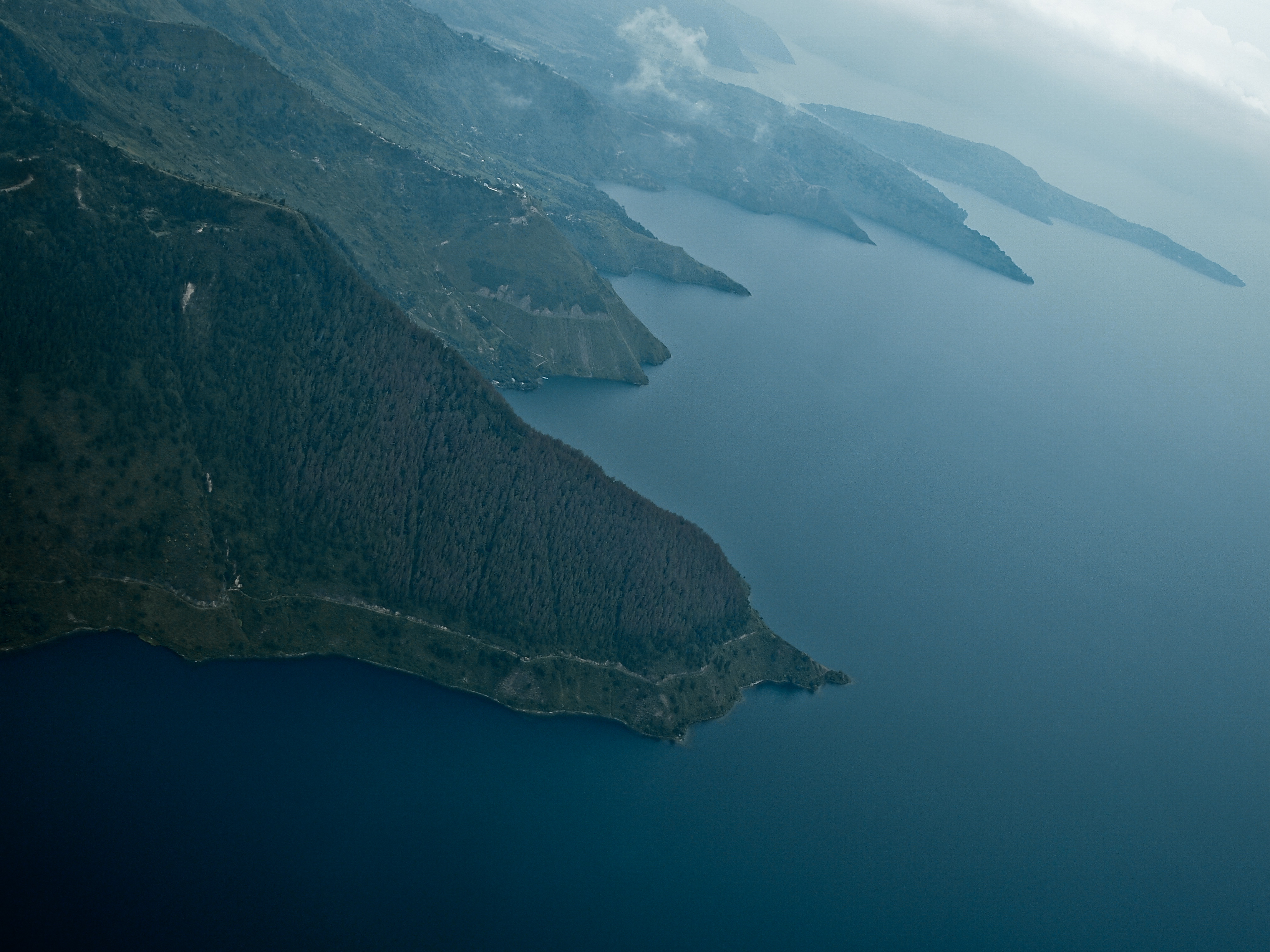
시반당섬이 배경에 보이는 남쪽 해안의 항공 사진
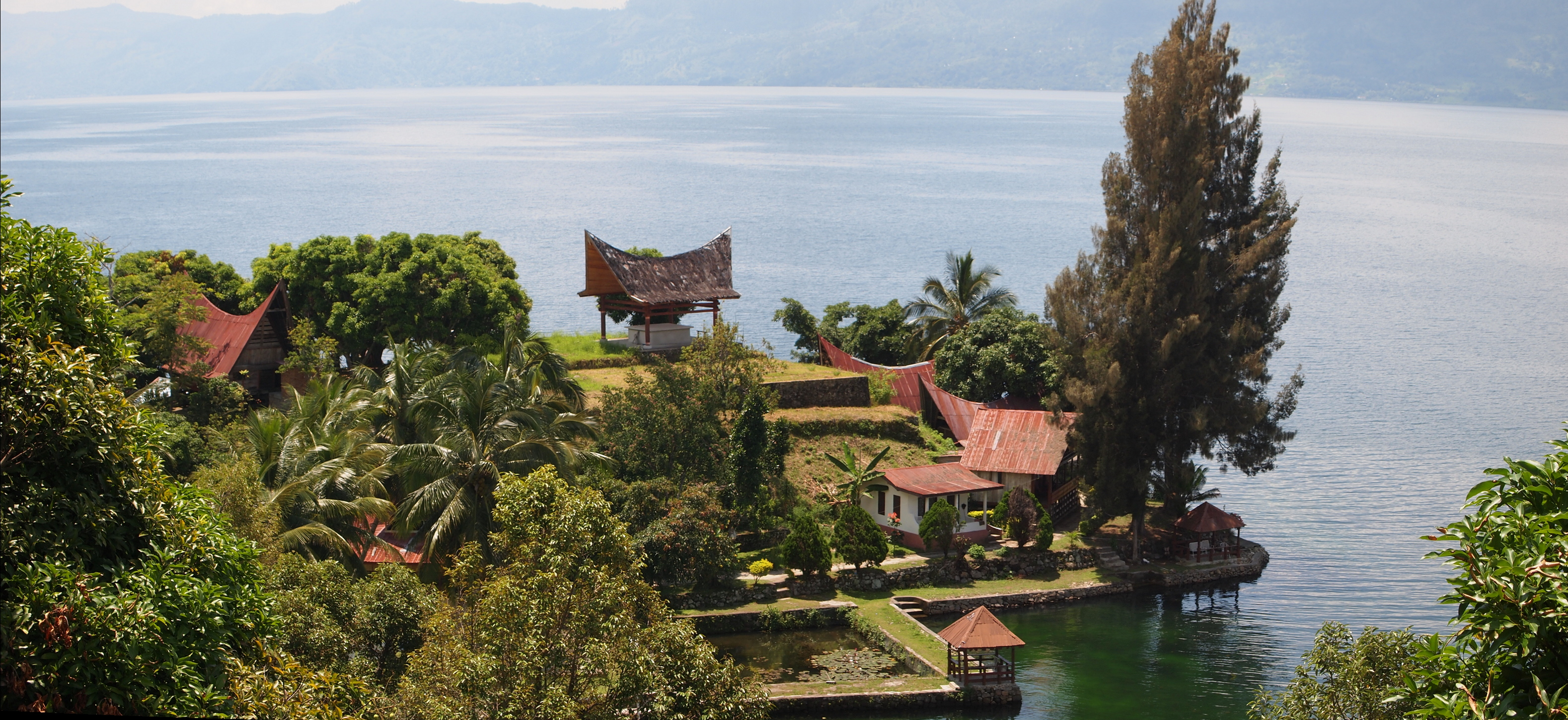
전경에 바탁 건축 양식의 예시가 있는 호수 풍경
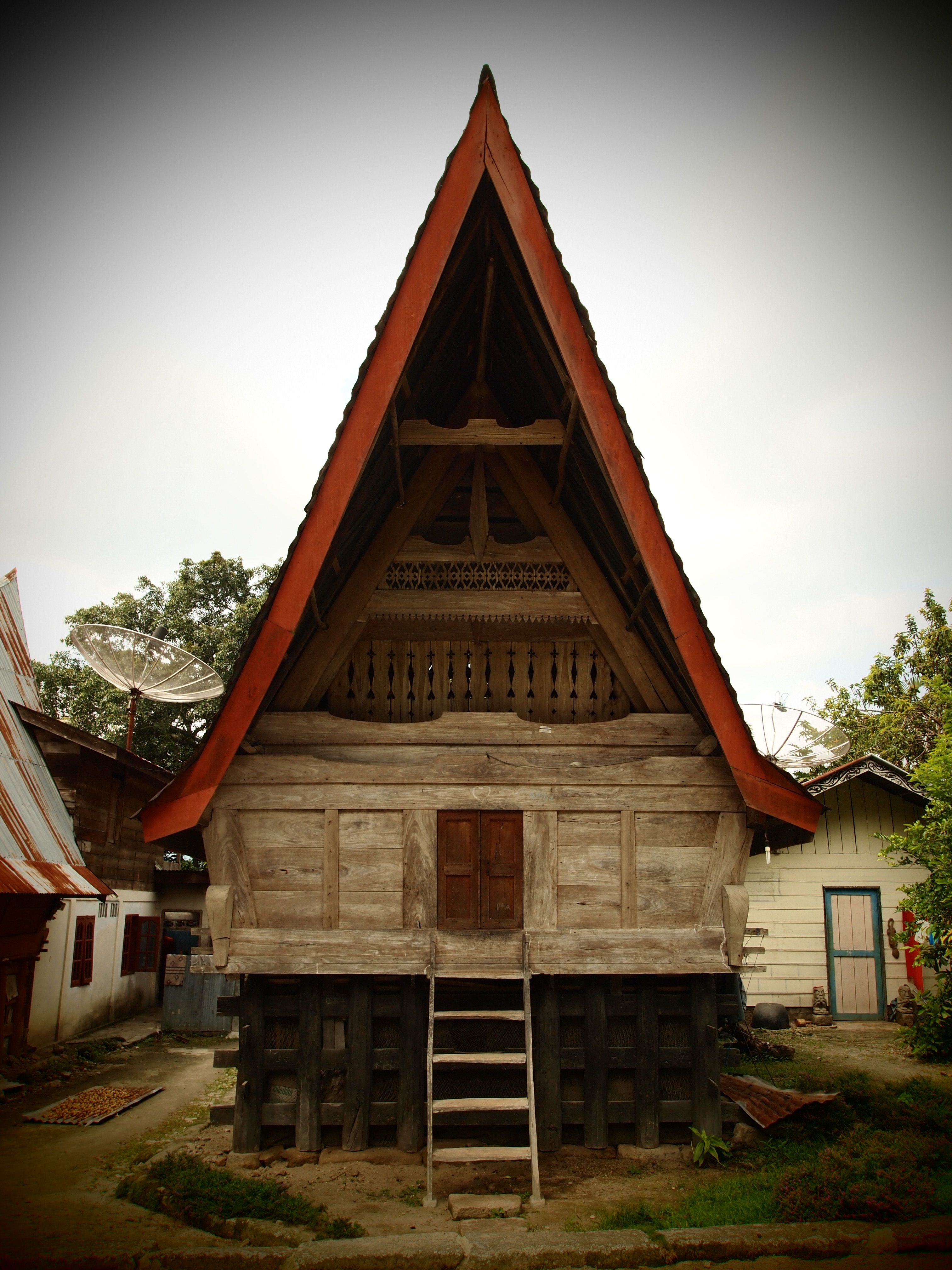
토바호 암바리타의 전통 바탁 가옥
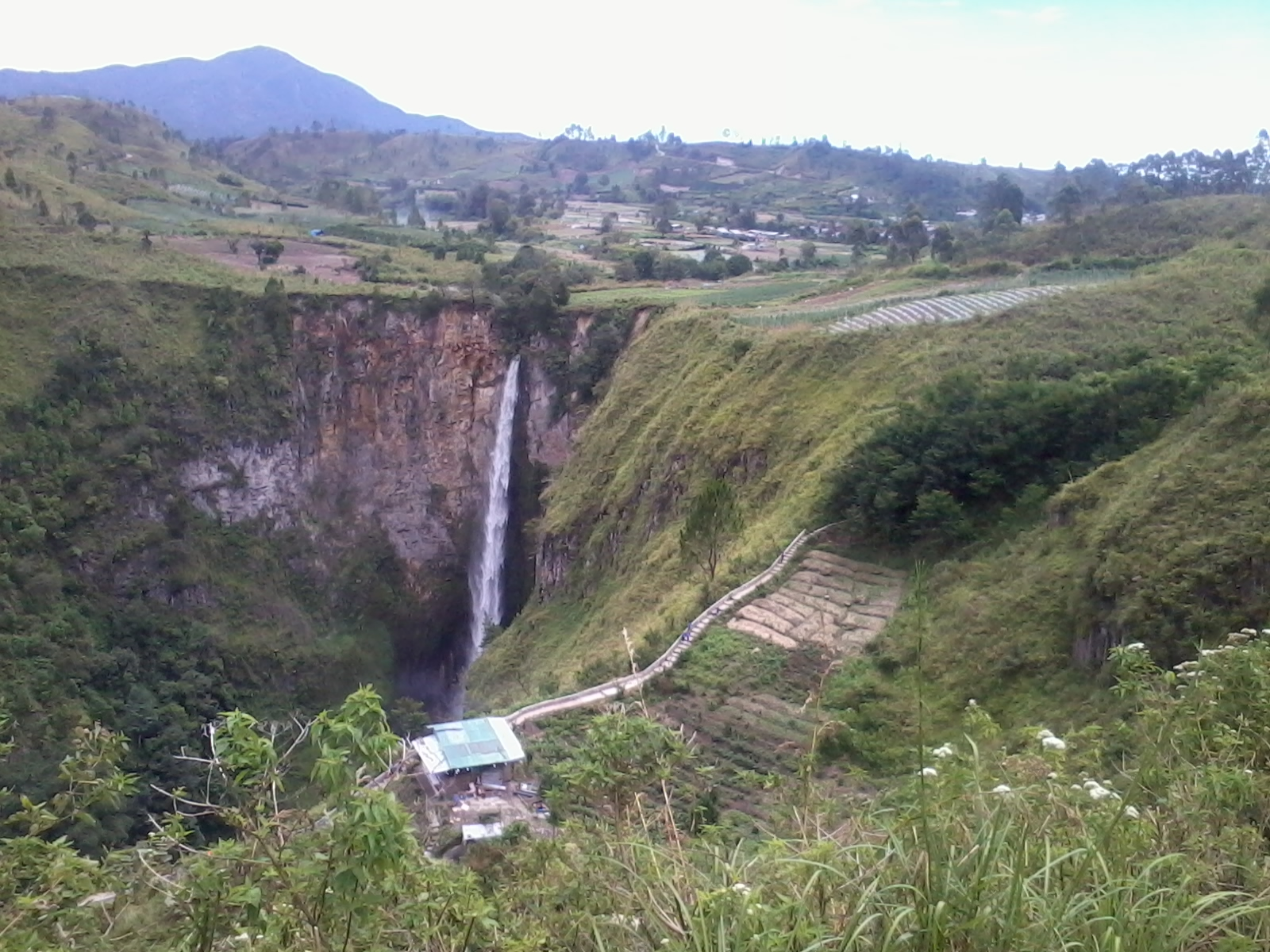
시피소피소 폭포
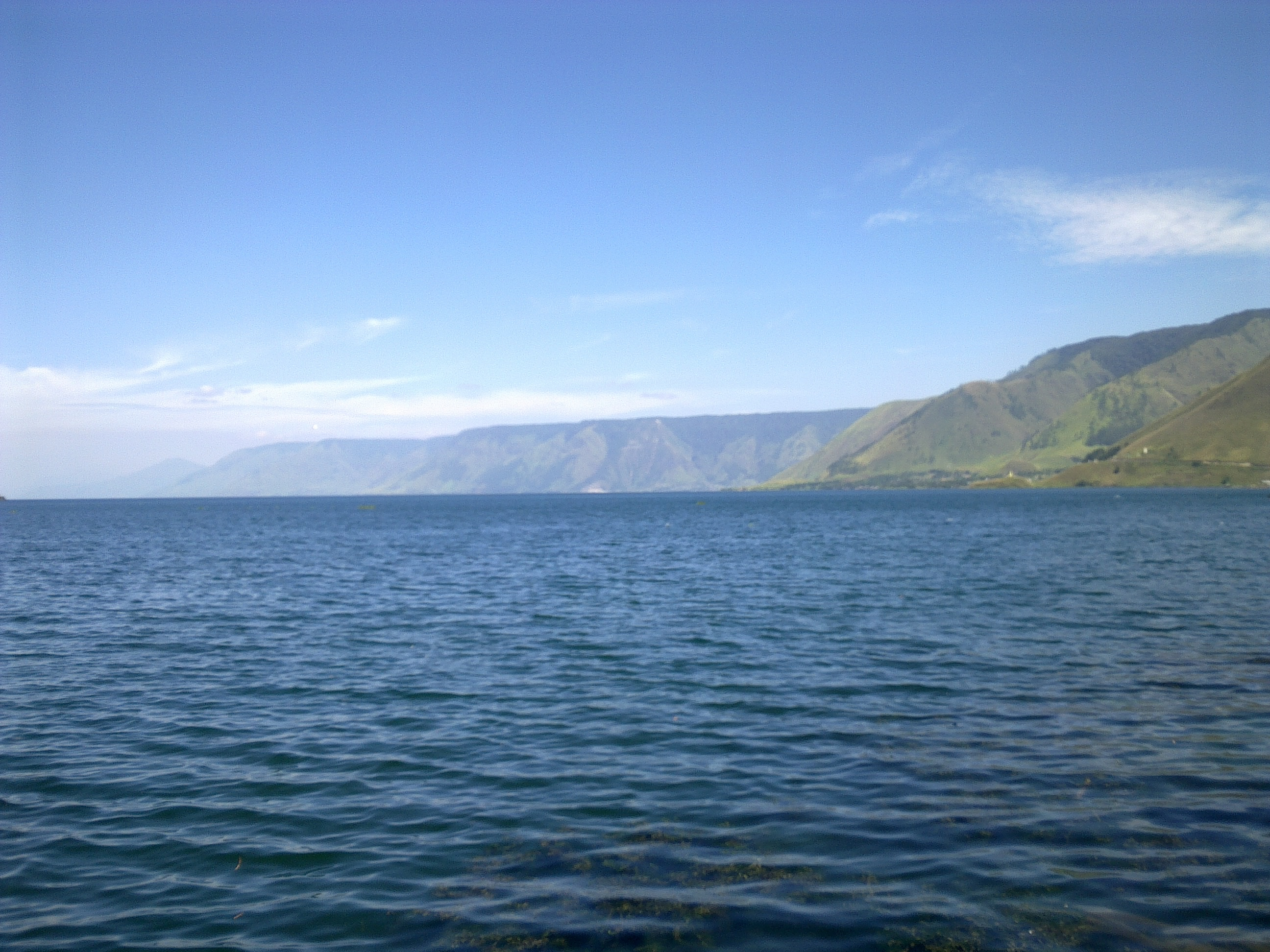
시피소피소 폭포 근처 통깅 마을에서 바라본 토바호
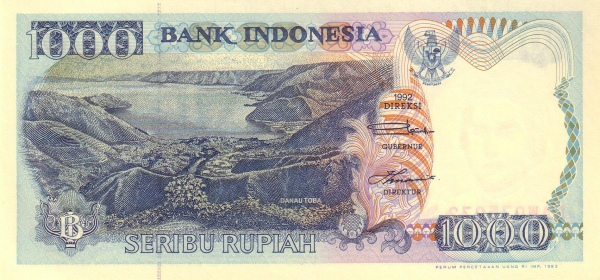
1,000루피아 지폐에 실린 토바호
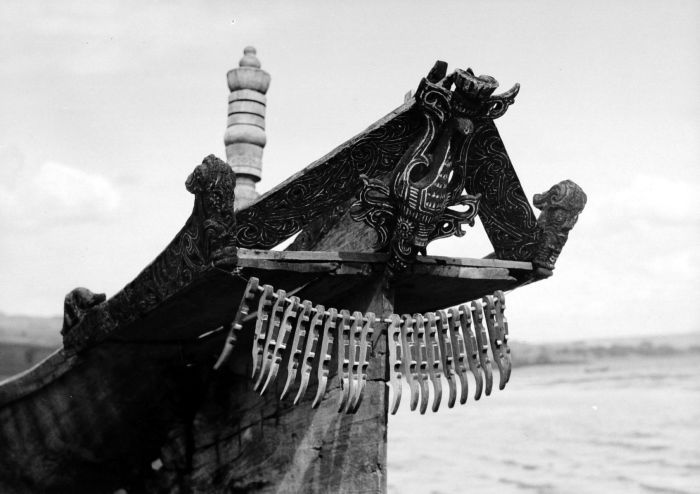
토바 바탁 카누의 뱃머리에 새겨진 조각의 세부 묘사
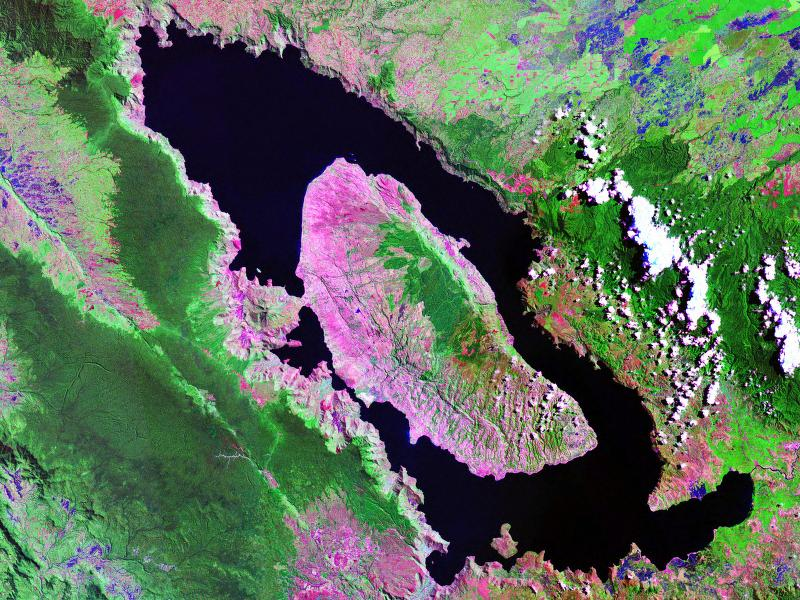
토바호의 칼데라, 사모시르섬을 형성하는 융기 돔
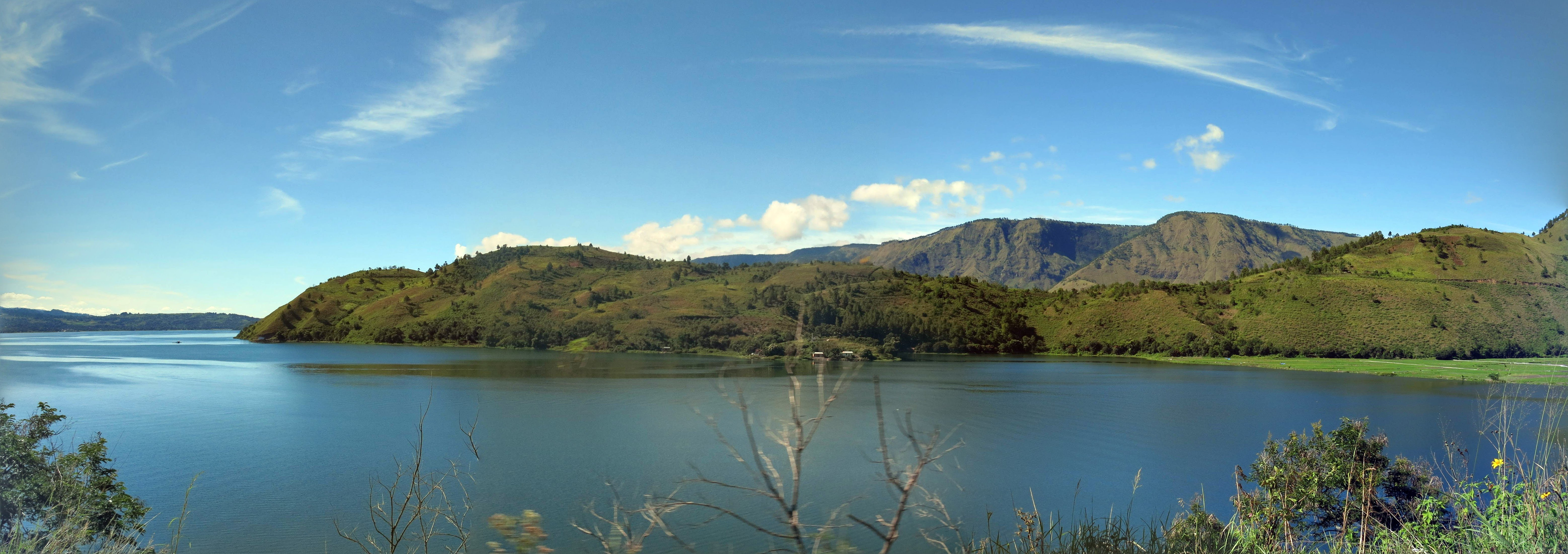
서쪽에서 남동쪽으로 바라본 토바호의 파노라마 부분 전경

## 같이 보기
- 인도네시아의 호수 목록
- 인도네시아의 화산 목록
- 사모시르섬
- 바탁족
- 니아스족

## 더 읽어보기
- Rampino, Michael R. and Stephen Self (1993). 《Climate-volcanism feedback and the Toba eruption of 74,000 Years Ago》. 《Quaternary Research》 40. 269–280쪽. Bibcode:1993QuRes..40..269R. doi:10.1006/qres.1993.1081. S2CID 129546088.
- Vazquez, Jorge A. and Mary R. Reid (2004). 《Probing the accumulation history of the voluminous Toba Magma》. 《Science》 305. 991–994쪽. Bibcode:2004Sci...305..991V. doi:10.1126/science.1096994. PMID 15310899. S2CID 43565268.
- Petraglia, M.;  외. (2007). 《Middle Paleolithic Assemblages from the Indian Subcontinent Before and After the Toba Super-Eruption》. 《Science》 317. 114–116쪽. Bibcode:2007Sci...317..114P. doi:10.1126/science.1141564. hdl:10072/412769. PMID 17615356. S2CID 20380351. 2021년 11월 29일에 원본 문서에서 보존된 문서. 2025년 7월 15일에 확인함.